# Domek Prokopa Diviše

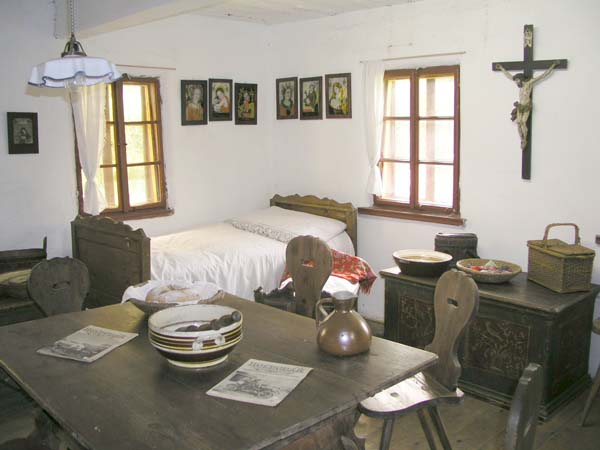
Interiér domku Prokopa Diviše

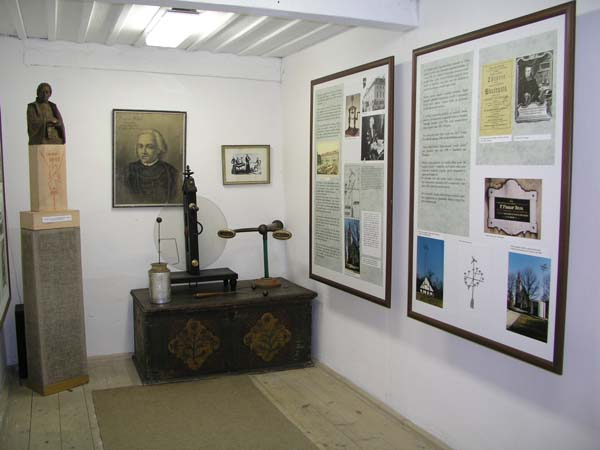
Interiér domku Prokopa Diviše

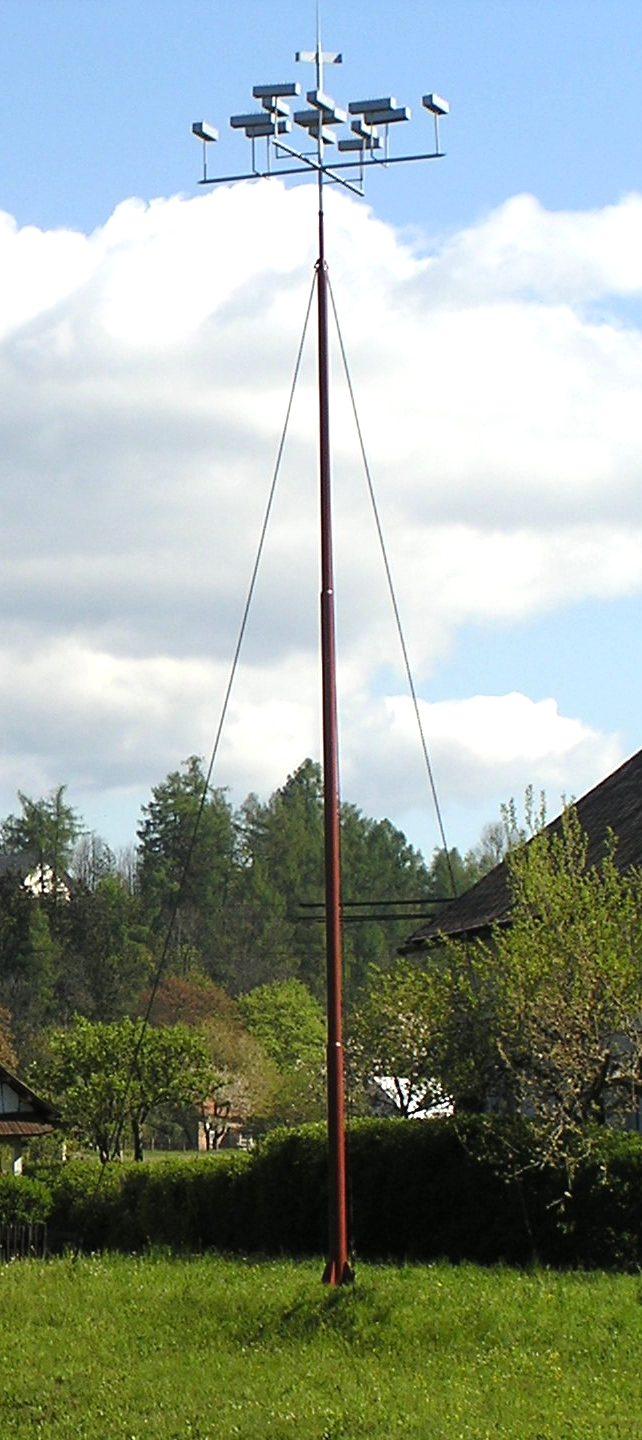
Meteorologický stroj Prokopa Diviše u jeho domku v Žamberku

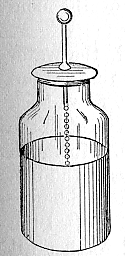
Nákres leydenské láhve z učebnice fyziky z roku 1913

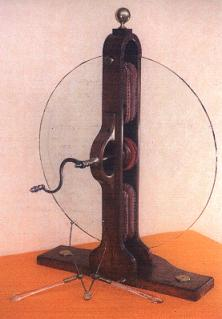
Třecí elektrika Jesse Ramsdenova typu z roku 1766

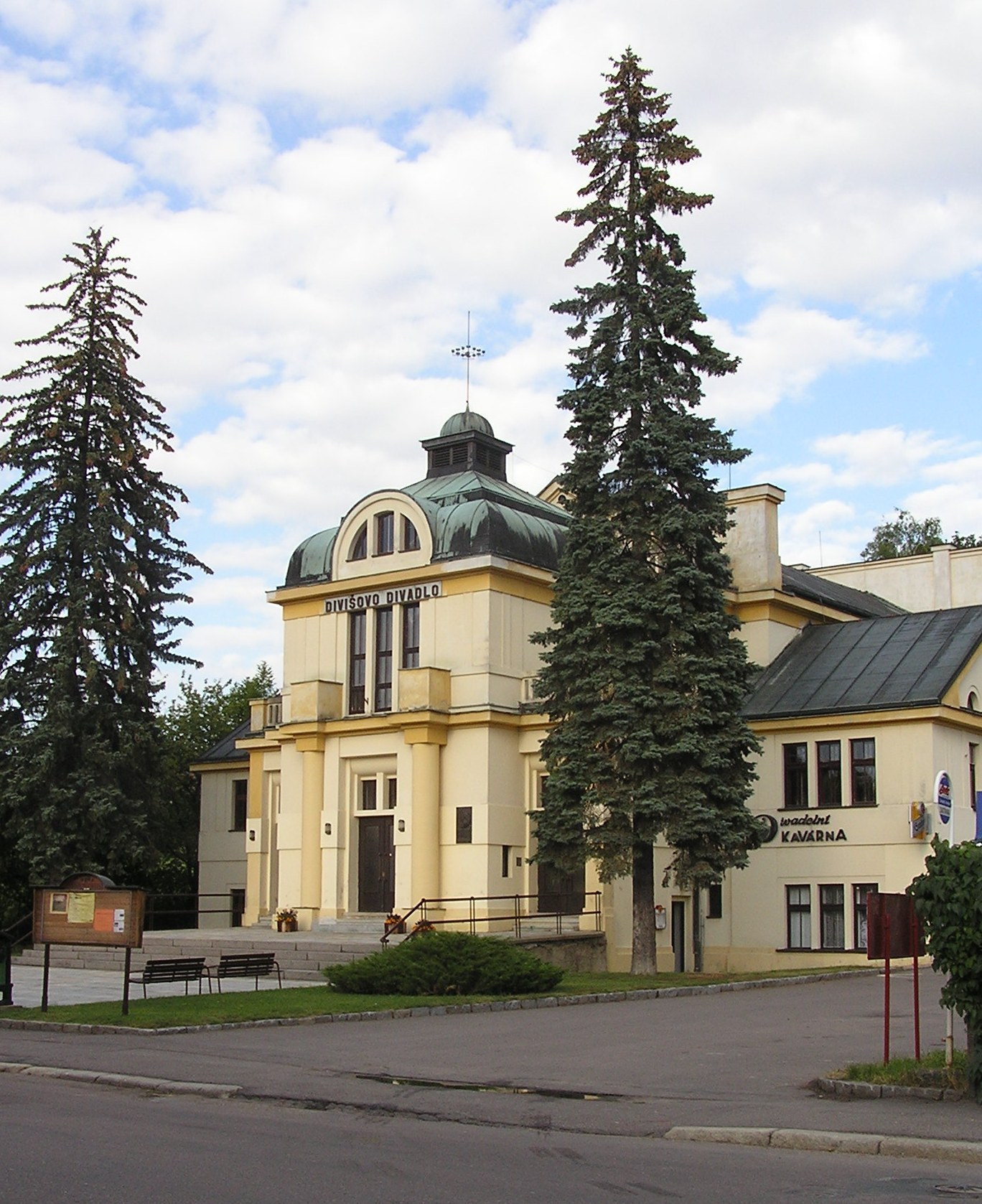
Divišovo divadlo v Žamberku (s replikou bleskosvodu na střeše)

Údajný rodný domek Prokopa Diviše se nachází v katastru obce Helvíkovice, která svou zástavbou zcela navazuje na město Žamberk a vytváří tak jeho západní předměstí (aglomerace Žamberk-Dlouhoňovice-Helvíkovice). Tradiční venkovské roubené přízemní stavení (původně usedlost z 18. až 19. století) se šindelovou střechou se nachází na okraji Žamberka, na levém břehu Divoké Orlice u helvíkovického mostu. Do státního seznamu chráněných památek byl dům zapsán 16. května 1964.

## Popis domku
Drobná přízemní roubená budova s krytým zápražím pochází nejdříve z první třetiny 19. století (nebo spíše až ze 2. poloviny 19. století) a nese známky pozdějších úprav. Trojdílný roubený dům (roubenice) je cenný z hlediska historie a vývoje lidové architektury. Jedná se o typický dům tzv. komoro–chlévního typu s dvoutraktovým uspořádáním světnice a světničky.
Jedná se o objekt se třemi okenními osami orientovaný štítem směrem k místní komunikaci. Štít je pokryt vertikálně kladenými prkny, která jsou přelištována. V zadním štítě (lomenici) se nacházejí dveře vedoucí na půdu. Celá střešní konstrukce spočívá na podstávce (obvazu). Sedlová střecha objektu je krytá tmavě šedým šindelem. Okna budovy jsou dvoukřídlá, šestitabulková a byla v průběhu existence objektu zvětšena. Vnější boční strana domku v místech, kde se uvnitř nachází obytná místnost, je vybavena tzv. besídkou. Ta je ve spodní části zakrytá svislým bedněním. Celý objekt je obílený vápnem. Kromě velké světnice je v domku ještě komora. Stropy místností jsou trámové.
Na vesnickém objektu samém stojí za povšimnutí stavebně–technické řešení zhlaví dřevěných trámů (tedy volně vyčnívajících čel, resp. konců trámů), které jsou roubené na nárožích domku a v úrovni příček. Dalším zajímavým prvkem lidového stavitelství je použití jednoduché podstávky (jednoduchých obvazů) bez zavětrovacích prvků (tzv. pásků) i bez záporek. Tento typ dřevěné konstrukce sloužil k rozložení tíhy střechy tak, aby její hmotnost nespočívala staticky na nárožích, kde jsou spoje roubených příček, ale aby se tíha celého krovu rovnoměrně rozložila na obvodové roubené stěny domku. Tepelná izolace roubenky byla realizována výmazy mezi trámy (pomocí mechu nebo slaměných provazců) a pokrytím vnitřních i vnějších stěn stavby hliněnou mazanicí (hliněná mazanice aplikovaná nejen mezi trámy stěn působila zároveň protipožárně).

Stavebně technické detaily Divišova domku v Žamberku
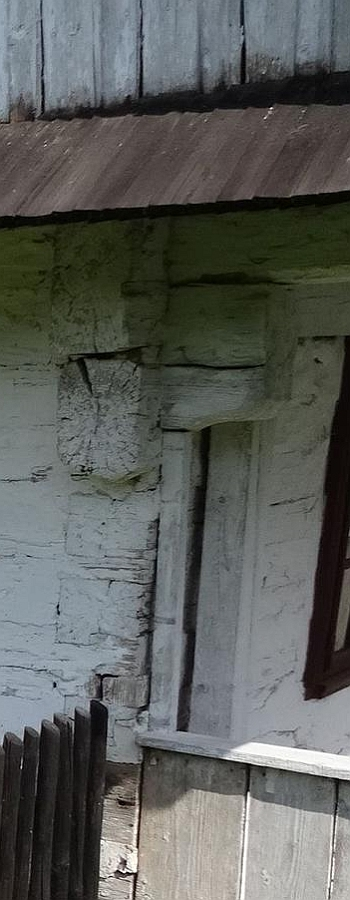
Řešení zhlaví dřevěných trámů (tedy volně vyčnívajících čel, respektive konců trámů), které jsou roubené na nárožích domku a v úrovni příček
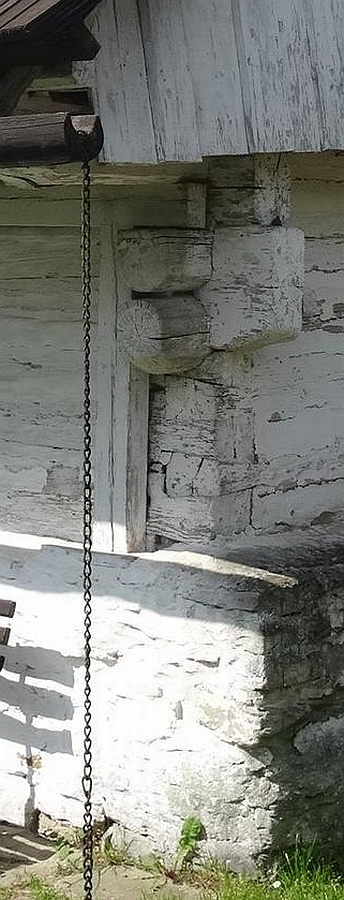
Řešení zhlaví dřevěných trámů (tedy volně vyčnívajících čel, respektive konců trámů), které jsou roubené na nárožích domku a v úrovni příček
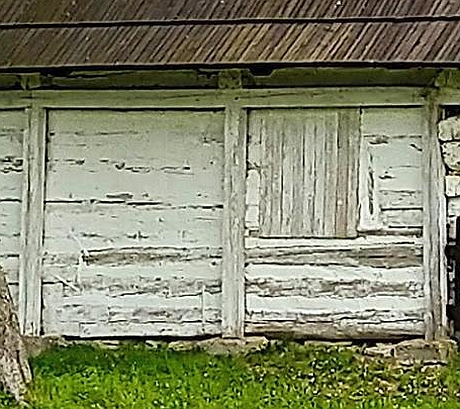
Použití jednoduché podstávky (jednoduchých obvazů) bez zavětrovacích prvků (takzvaných pásků) i bez záporek

## Kopie bleskosvodu
V těsné blízkosti roubeného domku se nachází majestátní kopie původního Divišova uzemněného bleskosvodu. Ocelový stožár nese ve výšce 11 metrů nad zemí Divišův „meteorologický stroj“ (konstrukce o rozměrech: 2,75 m šířka a 3,15 m výška).

## Stručná historie objektu
Domek Prokopa Diviše v letech 1918 až 1939 značně zchátral. Během druhé světové války v roce 1941 měl být dokonce zbourán. Ze soukromých rukou byl objekt počátkem 60. let 20. století vykoupen. Kulturní památkou byl prohlášen 16. května 1964. Po sametové revoluci v 90. letech 20. století (po předchozích nesrovnalostech s původní majitelkou) celý objekt odkoupilo město Žamberk.

## Využití objektu
Roubený dům se šindelovou střechou a s maketou uzemněného bleskosvodu je spravován Městským muzeem Žamberk jako doklad lidové architektury, ale především jako domek Prokopa Diviše. Uvnitř stavení se nachází malá expozice věnovaná žambereckému rodákovi a vynálezci uzemněného bleskosvodu Prokopu Divišovi. Součástí vnitřní expozice jsou i repliky přístrojů, se kterými Prokop Diviš prováděl pokusy. (například leydenská láhev). Poměrně malá světnice uvnitř roubenice demonstruje, jak žili venkované v 18. a 19. století, a přibližně navozuje atmosféru doby, kdy se Prokop Diviš narodil. (Je zde základní vybavení světnice poplatné době a sociálnímu statusu chudé rodiny: stůl, selské židle, postel, truhly a kolébka.) Další část expozice je věnovaná významným okamžikům jeho života coby českého přírodovědce, filozofa, hudebníka, teologa a řeholníka (kněze).

## Městské muzeum Žamberk
Domek Prokopa Diviše je přístupný veřejnosti s průvodcem od května do září. V Městském muzeu Žamberk je vystavena maketa tohoto objektu i maketa zemního bleskosvodu. V žambereckém městském muzeu (v budově Kateřinského špitálu) je část exponátů věnovaných Divišovi a je tam též k dispozici řada dalších informací o jeho životě a práci. Na počest Prokopa Diviše je pojmenováno místní žamberecké divadlo a „spolek divadelních ochotníků Diviš“.